# Pagaruyung (Tapung)
Pagaruyung is een bestuurslaag in het regentschap Kampar van de provincie Riau, Indonesië. Pagaruyung telt 936 inwoners (volkstelling 2010).